# Бондстийл
„Бондстийл“ (на английски: Camp Bondsteel) е основната база на армията на Съединените щати под командването на КФОР (Kosovo Force) в Косово.
Базата е разположена близо до Феризово в източната част на Косово. Базата служи като щаб на НАТО за Многонационалната бойна група Изток. Тя е кръстена на щабния сержант от армията Джеймс Лерой Бондстийл, герой от Виетнамската война, удостоен с Медал на честта.
Базата започва да се строи през 1999 г. след бомбардировките на Югославия и въвеждането на мироопазващ контингент на НАТО в Косово и Метохия. Базата заема площ от 3,86 км2. При изграждането на съоръжението са изравнени два хълма и долината между тях е запълнена. През август 1999 г. в западния периметър на съоръжението са построени 52 хеликоптерни площадки за обслужване на хеликоптерна авиация. Периметърът е защитен от 14 км ограда от бодлива тел и 11 наблюдателници.
Базата разполага със собствен водопровод и електрозахранване, голяма трапезария, пожарна станция, военен полицейски участък, телевизия, кино, търговски център, футболно, баскетболно, волейболно и голф игрище, 2 фитнес зали, библиотека, закрит басейн, бетонови бомбоубежища, параклис с различни религиозни служби и дейности, арест, и др., общо около 300 обекта. За персонала е изграден жилищен квартал с 250, основно от дървени, полупостоянни сгради, заобиколени от 2,5 м висока земна стена. По някои параметри се счита за най-голямата военна база на САЩ в Европа, заедно с военновъздушната база „Рамщайн“ в Германия. Тя е най-голямата и най-скъпата чуждестранна военна база, построена от САЩ в Европа след войната във Виетнам, като може да побере около 7000 войници и цивилни служители.
От 2011 г. базата се използва и от други войници от многонационалните сили на КФОР, а не само от американските, както и като база за обучение. Участват военни от Украйна, Гърция, Полша, Литва, Румъния, Армения и 32 други страни.
- Летище в база „Бондстийл“, 2002 година
- Вицепрезидентът на САЩ Джо Байдън на посещение в база „Бондстийл“, май 2009 година
- Украински войници от 79-та въздушна бригада в база „Бондстийл“, 2010 година
- Фолкер Халбауер, командир на водените от НАТО сили в Косово, 2013 година